# Matija Prosekar
Matija Prosekar (* 8. maj 1860 Kotmara vas/Köttmannsdorf na avstrijskem Koroškem, † 4. november 1927 Kotmara vas), kulturni aktivist, Koroški Slovenec, župan občine Kotmara vas.

## Kulturni aktivist
Matija Prosekar je bil premožen posestnik in trgovec z lesom v Kotmari vasi ter zavzet kulturni aktivist v skupnosti.
Leta 1885 je dal pobudo za ustanovitev moškega kvarteta Gorjanci (praktično sočasno z ustanovitvijo Društva sv. Cirila in Metoda v Celovcu). Leta 1888 je sodeloval pri ustanovitvi krajevne podružnice za Kotmaro vas in okolico Družbe sv. Cirila in Metoda, ki je zahtevala bistvene izboljšave šolskega sistema.
Med letoma 1892 in 1897 ter med letoma 1903 in 1907 je bil Prosekar župan   občine Kotmara vas na listi Koroške slovenske stranke. Leta 1892 je občinski svet Kotmare vasi pod njegovim vodstvom zahteval pouk slovenskega jezika, saj je bil le tako zagotovljen šolski uspeh.
Leta 1907 je bila ustanovljena slovenska Hranilnica in posojilnica Kotmara vas.  Prosekar je pripadal liberalnemu krilu v slovenski stranki.

## Vojna leta
Leta 1916 je bil obsojen na smrt od vojaška sodišča, ker je pri kmetih agitiral, da naj ne oddajajo žita.  Leta 1919 je bil med interniranci  v Gmündu. Vendar pa je bil po smrti cesarja Franz Jožef amnestiran.

## Ustanovitev društva Gorjanci
Po koncu prve svetovne vojne je podprl ustanovitev Izobraževalnega društva Gorjanci  dne 14. decembra 1919, ki ga je kot prvi predsednik vodil njegov sin Tomaž Prosekar.  Formalna ustanovitev društva 14. decembra 1919 je padla za časa jugoslovanske uprave Cone A in je imel cilj krepitev slovenske identitete in skupnosti s strukturiranim kulturnim delom.

## Spletne povezave
- www.gorjanci.at (3. 8. 2012).
- https://sl.wikipedia.org/wiki/Dru%C5%BEba_svetega_Cirila_in_Metoda
- https://sl.wikipedia.org/wiki/Koro%C5%A1ka_slovenska_stranka